# Iambia transversa
Iambia transversa är en fjärilsart som beskrevs av Moore 1882. Iambia transversa ingår i släktet Iambia och familjen nattflyn. Inga underarter finns listade i Catalogue of Life.